# El Carmen, Ixtapaluca
El Carmen är en ort i Mexiko, tillhörande Ixtapaluca kommun i delstaten Mexiko. El Carmen ligger i den centrala delen av landet och tillhör Mexico Citys storstadsområde. Orten hade 169 invånare vid folkmätningen 2010.